# بوياني
بوياني (Бояни) هي مدينة في مقاطعة تشيرنيفيتسكا في أوكرانيا.